# Romuald Marie
Pour les articles homonymes, voir Marie.
Romuald Marie, né le 19 mai 1988 à Longjumeau, est un footballeur français. Formé au Stade rennais. Il évolue au poste de défenseur latéral droit principalement mais sa polyvalence lui permet de jouer aussi à gauche ou défenseur central.

## Biographie

### Formation au Stade rennais
Né le 19 mai 1988 à Longjumeau, en Île-de-France, Romuald Marie commence la pratique du football à l'Union sportive de Palaiseau, club où il joue jusqu'à la catégorie des 14 ans. En 2003, aux côtés des futurs pros Kévin Olimpa, Yannick Boli, William Séry et Azrack Mahamat, il fait partie de la sélection de la Ligue de Paris-Île-de-France qui dispute la Coupe nationale des 14 ans. Il rejoint le Stade rennais en 2003, pour y réaliser sa formation durant cinq ans. Au sein de sa génération, il joue aux côtés, notamment, de Jirès Kembo Ekoko, Prince Oniangué et Kévin Bru. Durant sa formation, s'il évolue le plus souvent comme latéral droit, il développe une certaine polyvalence, jouant parfois à gauche ou au centre de la défense, ainsi qu'au milieu de terrain. En 2006, il signe un contrat de stagiaire professionnel avec son club formateur, et devient un titulaire régulier en équipe réserve, dirigée par Landry Chauvin puis Laurent Huard. Il dispute ainsi 54 rencontres de CFA en l'espace de deux saisons. Le 2 juin 2007, il remporte le titre de champion de France des réserves professionnelles avec le Stade rennais, en battant l'Olympique lyonnais en finale.

### Débuts en National
Malgré plusieurs rencontres amicales jouées avec l'équipe professionnelle du Stade rennais, Romuald Marie ne se voit pas proposer de contrat pro en 2008, à l'échéance de son contrat stagiaire. Il fait alors un essai à l'AC Ajaccio, puis s'engage finalement fin mai avec l'AS Cannes. Le défenseur découvre alors le championnat National, au sein duquel son club joue les premiers rôles. Cependant, le club azuréen échoue à obtenir une montée en Ligue 2, terminant quatrième en 2009 puis neuvième en 2010. Romuald Marie quitte le club après deux saisons et une cinquantaine de matchs joués. Sans club, il réalise alors un essai infructueux au Havre AC, puis finit par rejoindre le Red Star, club évoluant en CFA, fin septembre 2010. 
À l'issue de la saison, le club francilien termine second de son groupe, manquant sa promotion à l'étage supérieur, promotion qu'il obtient finalement grâce aux relégations administratives de plusieurs équipes. Mais Romuald Marie ne retrouve pas le National avec le Red Star, puisqu'il s'engage dès le mois de juin 2011 avec Le Poiré-sur-Vie Football, qui a, pour sa part, obtenu sur le terrain sa promotion à ce niveau. Le défenseur y joue durant deux saisons, disputant 36 rencontres de National et marquant le premier but de sa carrière senior, lors de l'exercice 2012-2013. Son passage en Vendée est cependant marqué par une fracture du métatarse, qui l'écarte des terrains pendant près d'un an. Novice en National, Le Poiré-sur-Vie parvient à s'y maintenir, terminant même à la sixième place en 2013.

### L'expérience de la Ligue 2 avec le Red Star
Mi-juin 2013, Romuald Marie quitte Le Poiré-sur-Vie, et fait son retour au Red Star, monté entre-temps en National. Parti en bons termes, en 2011, alors qu'il était apprécié du public, le défenseur revient dans l'effectif du Red Star avec pour objectif d'aider le club audonien à retrouver la Ligue 2. Il y est un titulaire régulier, et enchaîne les matchs, puisqu'il en dispute 66 de championnat en l'espace de deux saisons,. Septième à l'issue de la saison 2013-2014, le Red Star figure parmi les favoris pour la montée en Ligue 2 l'année suivante. De fait, à la faveur d'une belle deuxième partie de saison, le club audonien parvient à s'adjuger le titre de champion de France de National, obtenant du même coup la montée à l'étage supérieur. Romuald Marie est partie prenante de ce titre, ayant disputé 32 rencontres et marqué deux buts durant la saison.
Conservé au sein d'un effectif largement remanié pour faire face aux exigences de la Ligue 2, Romuald Marie doit patienter plusieurs mois avant de faire ses débuts officiels à ce niveau. Durant l'été, le Red Star a, en effet, engagé l'international gabonais Lloyd Palun, arrivé de l'OGC Nice, qui a déjà goûté à la Ligue 1 et est installé par l'entraîneur Rui Almeida comme titulaire au poste de latéral droit. Le défenseur doit attendre le 1er décembre 2015, et une victoire du Red Star contre le FC Metz, pour disputer le premier match de Ligue 2 de sa carrière. Lors de cette rencontre, jouée au stade Pierre-Brisson de Beauvais, où le club audonien a été forcé de déménager en raison de la vétusté du stade Bauer, il remplace Florian Makhedjouf à la 80e minute de jeu. Au total, Romuald Marie joue quatre rencontres de Ligue 2 durant cette saison 2015-2016, dont une seule en tant que titulaire, contre Bourg-en-Bresse Péronnas, où il affronte Jimmy Nirlo, ancien coéquipier lors de sa formation au Stade rennais,. Le Red Star termine la saison à la cinquième place du championnat.

### Du chômage au stade de France
Laissé libre par le Red Star à l'issue de son contrat, Romuald Marie se retrouve sans club à l'été 2016. Dans l'attente de retrouver un employeur, il participe au stage et aux matchs amicaux organisés par l'UNFP. Fin juillet, il s'engage finalement avec un autre club francilien, le Paris Football Club, et retrouve ainsi le championnat National et une place de titulaire. Après un début de saison difficile, puisque le club est avant-dernier du classement à la mi-décembre, le Paris FC améliore ses résultats, et décroche la troisième place finale, synonyme de barrages d'accession, lors de l'ultime journée de championnat. Opposé à l'US Orléans, le Paris FC s'incline un but à zéro à l'issue de chacun des deux matchs aller-retour, et n'obtient pas la montée sur le terrain.
Malgré son souhait de rester au Paris FC, Romuald Marie ne parvient pas à trouver d'accord avec ses dirigeants, et quitte le club francilien. Mi-juin 2017, il s'engage pour deux ans avec Les Herbiers, et retrouve ainsi la Vendée, qu'il avait quittée en 2013. Un choix qui le fait rester en National, alors que le Paris FC est finalement promu administrativement en Ligue 2 fin juillet, profitant de la relégation du SC Bastia en raison de difficultés financières. Le défenseur est l'un des joueurs les plus expérimentés de l'effectif herbretais, et devient un « joueur clé du vestiaire, un leader sur le terrain », selon son entraîneur Stéphane Masala. Marquée par des difficultés sportives en championnat, la saison des Herbiers l'est surtout par le parcours du club en Coupe de France. Les Vendéens éliminent notamment deux clubs de Ligue 2, l'AJ Auxerre et le RC Lens, pour atteindre la finale, disputée au stade de France. Opposés au Paris Saint-Germain, Les Herbiers s'inclinent avec les honneurs, deux buts à zéro. Titulaire au poste de latéral droit, Romuald Marie se retrouve le plus souvent opposé à Ángel Di María, et doit faire face aux dédoublements offensifs des joueurs parisiens.
Moins d'une semaine après avoir joué la finale de la Coupe de France, Les Herbiers sont défaits sur le terrain de l'AS Béziers, et sont relégués en National 2.

## Statistiques
| Saison                | Club                  | Championnat           | Championnat | Championnat | Coupe nationale | Coupe nationale | Coupe de la Ligue | Coupe de la Ligue | Barrages | Barrages | Total | Total |
| Saison                | Club                  | Division              | M.          | B.          | M.              | B.              | M.                | B.                | M.       | B.       | M.    | B.    |
| 2008-2009             | AS Cannes             | National              | 35          | 0           | 4               | 0               | -                 | -                 | -        | -        | 39    | 0     |
| 2009-2010             | AS Cannes             | National              | 17          | 0           | 2               | 0               | -                 | -                 | -        | -        | 19    | 0     |
| 2010-2011             | Red Star FC           | CFA                   | 20          | 0           | 1               | 0               | -                 | -                 | -        | -        | 21    | 0     |
| 2011-2012             | Le Poiré-sur-Vie      | National              | 21          | 0           | 2               | 0               | -                 | -                 | -        | -        | 23    | 0     |
| 2012-2013             | Le Poiré-sur-Vie      | National              | 15          | 1           | 2               | 0               | -                 | -                 | -        | -        | 17    | 1     |
| 2013-2014             | Red Star FC           | National              | 34          | 0           | 2               | 0               | -                 | -                 | -        | -        | 36    | 0     |
| 2014-2015             | Red Star FC           | National              | 32          | 2           | 4               | 0               | -                 | -                 | -        | -        | 36    | 2     |
| 2015-2016             | Red Star FC           | Ligue 2               | 4           | 0           | 1               | 0               | -                 | -                 | -        | -        | 5     | 0     |
| 2016-2017             | Paris FC              | National              | 27          | 1           | 2               | 0               | 3                 | 0                 | 2        | 0        | 34    | 1     |
| 2017-2018             | Les Herbiers          | National              | 27          | 0           | 6               | 0               | -                 | -                 | -        | -        | 33    | 0     |
| Total sur la carrière | Total sur la carrière | Total sur la carrière | 232         | 4           | 26              | 0               | 3                 | 0                 | 2        | 0        | 263   | 4     |

## Palmarès
Durant sa formation au Stade rennais, Romuald Marie obtient le titre de champion de France des réserves professionnelles en 2007, titre disputé entre les équipes réserves classées premières de chacun des quatre groupes du championnat de France amateur. Neuf ans plus tard, sous les couleurs du Red Star, le défenseur obtient le titre de champion de France de National 2014-2015 et une promotion en Ligue 2. Enfin, Romuald Marie dispute le 8 mai 2018 la finale de la Coupe de France 2017-2018, perdue par Les Herbiers face au Paris Saint-Germain.